# Leonardo Brumati
Leonardo Brumati (Ronchi dei Legionari, 4 agosto 1774 – Ronchi dei Legionari, 23 agosto 1855) è stato un presbitero e naturalista italiano.

## Biografia
Leonardo Brumati nasce a Ronchi di Monfalcone, oggi Ronchi dei Legionari, il 4 agosto 1774. Di famiglia artigiana viene avviato agli studi dall'abate Giuseppe Berini, col quale inizia un sodalizio che durerà fino alla morte di quest'ultimo. Compie gli studi ad Udine e poi a Venezia all'epoca ancora indipendente e grande centro di arte e cultura.
Viene ordinato sacerdote a Gorizia il 14 gennaio 1798 e nominato capellano esposito di Vermegliano (frazione di Ronchi dei Legionari).
A Vermegliano realizza un orto botanico che viene visitato da studiosi italiani e stranieri. 
Con Berini, Brignoli e Cernazai si dedica alla botanica, catalogando e raccogliendo piante non solo nel territorio di Monfalcone ma anche in Istria, Friuli e Carnia.
Sempre con Brignoli e Berini compila un catalogo delle piante che crescono tra il Friuli ed il Monte Maggiore. Catalogo che fu trovato tra le carte di Wulfen ed ora si trova al Museo di storia naturale di Vienna. Raccoglie un vasto erbario che prima di morire lascerà, assieme ai suoi lavori, a Federico de Dottori.
L'erbario sarà distrutto durante la prima guerra mondiale. I manoscritti invece finiranno alla biblioteca di Udine.
Insegna al ginnasio di Monfalcone durante la breve vita dell'istituzione (1802-1804). Il ritorno dell'Austria e la chiusura della scuola considerata troppo liberale ed antiaustriaca porta Brumati ad essere inviso alle autorità austriache e lo costringe a un soggiorno in Istria. Dopo un breve periodo viene nominato cappellano festivo a Staranzano continuando però a risiedere nella canonica di Vermegliano.
Assieme a Berini si dedica anche all'archeologia pubblicando nel 1820 una memoria sulle iscrizioni romane di San Giovanni di Duino.
È in contatto con il fisico e chimico francese Gay-Lussac, il filologo Jacopo Pirona, la scrittrice Caterina Percoto.
Durante tutta la vita insegna agli abitanti di Vermegliano le proprietà medicinali e tintòrie delle erbe locali. Alcuni si specializzano nella raccolta delle diverse piante che poi vengono vendute a Trieste e Vienna.
Per oltre trent'anni insegna a scuola. Il suo allievo più celebre è Pietro Blaserna.
Partecipa alla società Agraria Goriziana.
Lascia anche tre composizioni poetiche in dialetto bisiacco.
Muore il 23 agosto 1855. Probabilmente viene sepolto nel cimitero della frazione di San Vito, ma nessuna lapide lo ricorda.
A Leonardo Brumati è intitolata la scuola elementare di Vermegliano.

## Opere
La vera personalità di Brumati si rivela dalle sue opere e dall'epistolario.
Gran parte delle opere sono rimaste manoscritte e intendevano divulgare il sapere tra il popolo. 
- Con Giuseppe Berini e Giovanni Battista Vatta, Memoria delli sigg. abb. G.B., L.B., e G.B.V. intorno a tre iscrizioni romane incastrate nel muro della chiesa di S. Giovanni di Duino., Pecile, Udine, 1820.
- Catalogo sistematico delle conchiglie terrestri e fluviatili osservate nel territorio di Monfalcone, Paternolli, Gorizia, 1838.
- Catechismo agrario ovvero Principj generali di agricoltura ad uso delle scuole triviali proposto dall'abate don Leonardo Brumati di Ronchi di Monfalcone, Paternolli, Gorizia, 1844.
- Brevi cenni e studi sulle malattie della vite. in Calendario Agrario della Società Agraria di Gorizia, 1853